# Kiyokawa
Kiyokawa (清川村, Kiyokawa-mura) és un poble pertanyent al districte d'Aikō de la prefectura de Kanagawa, a la regió de Kanto, Japó. Kiyokawa és l'únic municipi de la prefectura amb la consideració legal de "poble" a més del menys populós.

## Geografia
El poble de Kiyokawa es troba localitzat a la part nord-oest de la prefectura de Kanagawa, en un terreny irregular i muntanyós que es troba majoritàriament situat a les muntanyes Tanzawa. El terme municipal de Kiyokawa limita amb els de Sagamihara al nord, amb Yamakita a l'oest, amb Aikawa i Atsugi a l'est i amb Hadano al sud.

## Història
Des d'aproximadament el període Nara fins a la restauració Meiji, l'àrea on actualment es troba el poble de Kiyokawa va formar part de l'antiga província de Sagami. El poble de Kiyokawa fou fundat el 30 de setembre de 1956 com a fruit de la unió dels pobles de Susugaya i Miyagase. La construcció de la presa de Miyagase l'any 1965 va inundar la pràctica totalitat de l'antic poble de Miyagase, obligant a molts dels seus habitants a traslladar-se a altres llocs dins de Kiyokawa o a la veïna vila d'Aikawa.

## Demografia
| 1920  | 1930  | 1940  | 1950  | 1960  | 1970  | 1980  |
| ----- | ----- | ----- | ----- | ----- | ----- | ----- |
| 2.761 | 2.920 | 2.855 | 3.313 | 2.895 | 2.757 | 3.539 |
| 1990  | 2000  | 2010  | 2020  | 2030  | 2040  | 2050  |
| 3.549 | 3.482 | 3.460 | 3.045 | -     | -     | -     |

## Transport

### Ferrocarril
No hi ha cap estació de ferrocarril al terme municipal de Kiyokawa. L'estació més propera es troba a la ciutat d'Atsugi.

### Carretera
- Xarxa de carreteres prefecturals de Kanagawa.